# ایتو سوکه‌توکی
ایتو سوکه‌توکی (به ژاپنی: 伊東祐時)؛ تولد ۱۱۸۵ میلادی، یک فرمانده نظامی و گوکه‌نین در اوایل دوره کاماکورا بود. جد  خاندان هیوگا ایتو بود.
نام کودکی او اینوبومارو بود. در ۲۸ مه ۱۱۹۳، پدرش، کودو سوکه‌تسونه، توسط برادران سوگا در انتقام برادران سوگا کشته شد. سوگا توکیمونه پس از کشتن پدرش سعی کرد جان خود را نجات دهد، اما چون اینوبومارو گریه می‌کرد و درخواست انجام عدالت را داشت، توکیمونه مورد عفو قرار نگرفت و اعدام شد. پس از آن، او به عنوان ملازمان شوگون‌سالاری کاماکورا خدمت کرد.
در طول جنگ جوکیو در ژوئن ۱۲۲۱، او به ارتش شوگونات توکایدو پیوست. در سال ۱۲۲۷، هنگامی که کاخ امپراتوری به آتش کشیده شد، او به عنوان فرستاده شوگون به کیوتو رفت.
در سال ۱۲۳۵ به جوگوی (رتبه پنجم)، و «یاماتو نو کامی» منصوب شد.
وی در سال ۱۲۵۲ در سن ۶۸ سالگی درگذشت.